# 石室屋由梨乃
石室屋 由梨乃（Yurino）は日本の女優、声優、モデル、歌手。

## 経歴
米国カレッジ演劇学部卒業後、映画、ドラマ、CMなど出演。2013ミス・ユニバース・ジャパン 埼玉大会 スポンサー特別賞受賞 花と緑の大使 薔薇大使 全国育樹祭 PRキャラクター 舞ちゃん ハーバード大学 第九certificate 修了

## 出演
TV ドラマ
- 特命戦隊ゴーバスターズ
- NHKドラマ透明なゆりかご
- 水曜ミステリー9「―傍聞き―」（阿川明美役）
- 宮部みゆきサスペンス「模倣犯」
- NHK 朝ドラ なつぞら
- 昼ドラ 牡丹と薔薇
- Prisoners of Ghoastland

他多数
配信ドラマ
- 妖怪人間ベラ 〜Episode 0〜 (Amazonプライム・ビデオ）看護師役

CM
- 資生堂 「告白メイク」、「IN AND ON」
- カシオ

他
舞台
- オペレッタ ルクセンブルク伯爵 フルレット
- オペラ コンジファトゥッテ
- オペレッタ　Merry Widow
- オペレッタ カールマンMissシカゴ公爵
- 倉本聰演出　富良野塾　走る
- 森永製菓　キョロちゃん夢ファンタジーミュージカル　全国ツアー エンゼル
- 新国立劇場　Mother特攻の母
- 時代劇　遠山一家　主演　朝霧役

他多数
声優
- 映画Sex and the city国際線日本語吹  同級生 ミキポン役
- TVCM

他多数
楽曲
- Be my game boy

## 特技
- 英会話、書道（毛筆、硬筆八段）
- ダンス
- 2013 ミスユニバースジャパン　特別賞受賞、ファイナリスト 全国育樹祭 イメージキャラクター舞ちゃん 、花と緑の大使、薔薇大使